# Airlaid
Airlaid (volně přeloženo: aerodynamické kladení) je způsob výroby netkaných textilií využívající tlak a podtlak vzduchu jako jediný prostředek k přepravě materiálu od přípravy suroviny až k hotové plošné textilii.

## Z historie airlaidu
Technologie airlaid byla vyvinuta v Dánsku. Začátkem 80. let minulého století přišel vynálezce Kroyer s technologií výroby papíru suchou cestou (dry-formed paper), na základě které byla u firmy M&J Fibretech a dalších strojíren asi o 10 let později konstruována první zařízení k výrobě netkaných textilií. Na začátku tohoto století dosáhla roční světová produkce airlaidem asi 350 000 tun (na 50 výrobních linkách), v roce 2015 se uváděl celosvětový obrat s výrobky z airlaidu s 1,64 miliardami USD.

## Postup výroby a strojní zařízení
Mezinárodní asociace výrobců netkaných textilií uvádí:
Jako základní surovina se dodává sušená buničina s vlákny o délce cca 1,5-3 mm, slisovanými do rouna nabaleného na válec (viz horní snímek).
Výroba probíhá ve třech stupních:

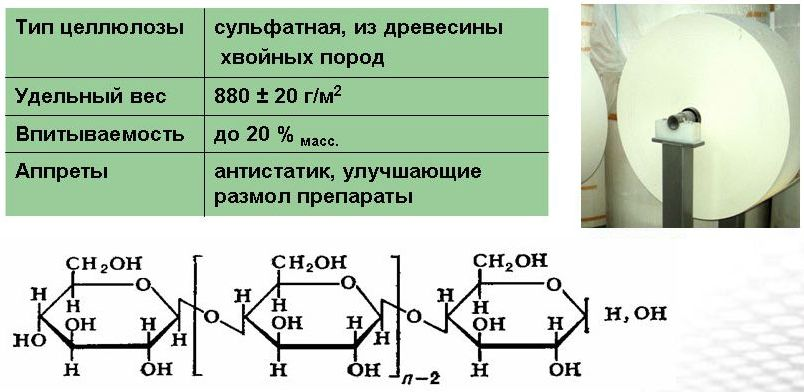
Chem. vzorec a stůčka s buničinou

- Rozvláknění – s pomocí ohrocených bubnů (případně za současného přidávání delších vláken, např. syntetických, rozvolněných na speciálním válcovém mykacím stroji)

- Tvorba rouna – vlákenná masa prochází hrubým řešetem a ukládá za pomocí podtlaku vzduchu na tvarovacím sítu nebo pod sítem obepínajícím velký buben.

V této fázi se přidává ve formě prášku cca 20 % absorbačního polymeru (na zvýšení savosti) a případně aromatické přísady.
- Zpevňování rouna – latexem, tepelně nebo tekutinou, příp. kombinací těchto prostředků

Důležitý je poměr množství vzduch/vlákenný materiál, výhodnější jsou krátká vlákna

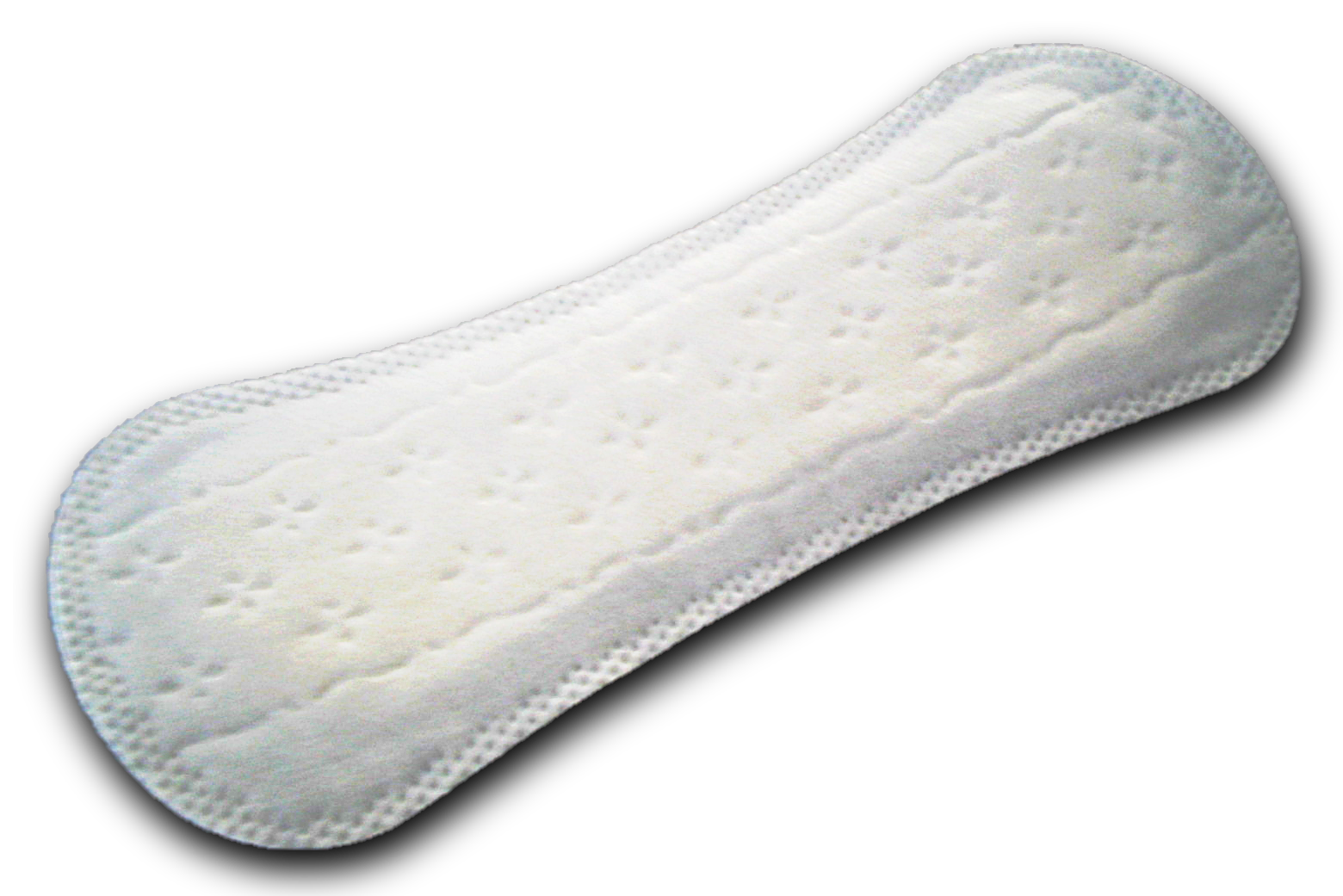
Hygienická vložka s jádrem z airlaidu

### Vlastnosti výrobků
Airlaidové textilie vynikají vysokou savostí a bobtnavostí, v rozsahu cca 60-200 g/m² mají dostatečnou pevnost a jsou levné.

### Použití
Největší část airlaidových textilií se vkládá jako jádro do jednorázově používaných prostředků osobní hygieny (pleny pro kojence a inkontinentní pacienty, vložky)
Dále: Ubrusy a ubrousky, obaly potravin, zdravotní pomocné prostředky, filtry

## Varianty technologie a strojního zařízení
- S airlaidem se kombinuje např.: hydrodynamické rozvolňování (u cca 1/5 výrob. linek ve světě), spunlaid (nekonečná vlákna z trysek), upravené mykací stroje (s nahodile orientovanými vlákny s délkou do 120 mm v pavučince)

- Kalandrování airlaid-rouna za současného ohřívání (80-250 °C) bez zpevňování dalšími prostředky
- Technologií airlay se zpracovávají vlákna s délkou nad 20 mm, zpravidla s určitým podílem recyklovaných materiálů a také z částečně roztrhaných hadrů. Rouna (nebo rohože) se zpevňují termicky nebo proplétáním, hotové výrobky mají hmotnost až 5 kg/m2. [6]